# Tenisz a 2012. évi nyári olimpiai játékokon
A 2012. évi nyári olimpiai játékokon a tenisz mérkőzéseit július 28. és augusztus 5. között rendezték. Összesen 5 versenyszámban avattak olimpiai bajnokot, az 1924-es játékok óta először vegyes párosban is. A versenyeken 95 férfi és 89 női sportoló vett részt. A mérkőzéseket a wimbledoni teniszbajnokságnak otthont adó All England Lawn Tennis and Croquet Club füves pályáin játszották.

## Éremtáblázat
(A táblázatokban a rendező ország sportolói eltérő háttérszínnel, az egyes számoszlopok legmagasabb értéke vagy értékei vastagítással kiemelve.)
| A 2012. évi nyári olimpiai játékok éremtáblázata teniszben | A 2012. évi nyári olimpiai játékok éremtáblázata teniszben | A 2012. évi nyári olimpiai játékok éremtáblázata teniszben | A 2012. évi nyári olimpiai játékok éremtáblázata teniszben | A 2012. évi nyári olimpiai játékok éremtáblázata teniszben | Olimpia  |
| ---------------------------------------------------------- | ---------------------------------------------------------- | ---------------------------------------------------------- | ---------------------------------------------------------- | ---------------------------------------------------------- | -------- |
|                                                            | Ország                                                     | Arany                                                      | Ezüst                                                      | Bronz                                                      | Összesen |
| 1.                                                         | Egyesült Államok (USA)                                     | 3                                                          | 0                                                          | 1                                                          | 4        |
| 2.                                                         | Nagy-Britannia (GBR)                                       | 1                                                          | 1                                                          | 0                                                          | 2        |
| 3.                                                         | Fehéroroszország (BLR)                                     | 1                                                          | 0                                                          | 1                                                          | 2        |
|                                                            |                                                            |                                                            |                                                            |                                                            |          |
| 4.                                                         | Franciaország (FRA)                                        | 0                                                          | 1                                                          | 1                                                          | 2        |
| 4.                                                         | Oroszország (RUS)                                          | 0                                                          | 1                                                          | 1                                                          | 2        |
| 6.                                                         | Csehország (CZE)                                           | 0                                                          | 1                                                          | 0                                                          | 1        |
| 6.                                                         | Svájc (SUI)                                                | 0                                                          | 1                                                          | 0                                                          | 1        |
|                                                            |                                                            |                                                            |                                                            |                                                            |          |
| 8.                                                         | Argentína (ARG)                                            | 0                                                          | 0                                                          | 1                                                          | 1        |
|                                                            |                                                            |                                                            |                                                            |                                                            |          |
| Összesen                                                   | Összesen                                                   | 5                                                          | 5                                                          | 5                                                          | 15       |

## Érmesek
| A 2012. évi nyári olimpiai játékok érmesei teniszben |                                                             |                                                           |                                                          |
| Versenyszám                                          | Arany                                                       | Ezüst                                                     | Bronz                                                    |
| Férfi egyes                                          | Andy Murray · Nagy-Britannia (GBR)                          | Roger Federer · Svájc (SUI)                               | Juan Martín del Potro · Argentína (ARG)                  |
| Női egyes                                            | Serena Williams · Egyesült Államok (USA)                    | Marija Sarapova · Oroszország (RUS)                       | Viktorija Azaranka · Fehéroroszország (BLR)              |
| Férfi páros                                          | Egyesült Államok (USA) · Bob Bryan · Mike Bryan             | Franciaország (FRA) · Michaël Llodra · Jo-Wilfried Tsonga | Franciaország (FRA) · Julien Benneteau · Richard Gasquet |
| Női páros                                            | Egyesült Államok (USA) · Serena Williams · Venus Williams   | Csehország (CZE) · Andrea Hlaváčková · Lucie Hradecká     | Oroszország (RUS) · Marija Kirilenko · Nagyja Petrova    |
| Vegyes páros                                         | Fehéroroszország (BLR) · Viktorija Azaranka · Makszim Mirni | Nagy-Britannia (GBR) · Laura Robson · Andy Murray         | Egyesült Államok (USA) · Lisa Raymond · Mike Bryan       |

## Kvalifikáció
Az egyéni versenyszámokban való részvételre 56 játékos az ATP, illetve a WTA által 2012. június 11-én kiadott hivatalos világranglisták alapján szerzett jogot. Hat indulási helyről a Nemzetközi Teniszszövetség (ITF) döntött részben a világranglista, részben földrajzi szempontok alapján, valamint annak figyelembevételével, hogy egy ország mennyire aktívan képviseltette magát a Davis-kupában, illetve a Fed-kupában. A fennmaradó két helyről egy háromoldalú bizottság határozott az ITF, a NOB és a Nemzeti Olimpiai Bizottságok Szervezete (NOCs) részvételével (ezzel a jogával végül csak a nők esetében élt, a férfiaknál lemondott róla az ITF javára). Egy országból legfeljebb négy játékos indulhatott el.
Párosban 24 csapat szintén a június 11-i ranglisták alapján kvalifikálhatta magát, a fennmaradó nyolc helyet az ITF osztotta ki. Ennél a versenyszámnál a szóba jöhető játékosok egyéni és páros helyezését is figyelembe vették, azonban a páros világranglista első tíz helyezettje mindenképpen jogot kapott az indulásra, amennyiben volt olyan honfitárs, aki az említett időpontban egyéni vagy páros ranglistahelyezéssel rendelkezett, s akinek a részvétele nem járt a megengedettnél magasabb létszámmal az adott ország részéről. A két versenyszámot együttvéve ez maximum hat játékost jelentett, párosban legfeljebb két csapat kvalifikálhatta magát.
Az említetteken kívül további feltétel volt minden egyes résztvevő számára, hogy az előző olimpiát követő négy év során legalább kettőben a válogatott rendelkezésére állt a Davis-kupában, illetve a Fed-kupában, s ezek közül az egyik a 2011-es vagy a 2012-es esztendő volt.
Vegyes párosban azok a játékosok indulhattak el, akik kvalifikálták magukat az egyes vagy a páros versenyszámban (legfeljebb két csapat országonként). Tizenkét hely sorsa a június 11-i egyéni és páros ranglista alapján dőlt el, négy helyről az ITF határozott.

## Eseménynaptár
| Július–augusztus | 28         | 29         | 30                    | 31                    | 1                       | 2            | 3            | 4                      | 5                |
| Kezdés           | 11.30      | 11.30      | 11.30                 | 11.30                 | 11.30                   | 11.30        | 12.00        | 12.00                  | 12.00            |
| ---------------- | ---------- | ---------- | --------------------- | --------------------- | ----------------------- | ------------ | ------------ | ---------------------- | ---------------- |
| Férfi egyes      | 1. forduló | 1. forduló | 1. forduló 2. forduló | 2. forduló            | 3. forduló              | negyeddöntők | elődöntők    |                        | 3. helyért Döntő |
| Női egyes        | 1. forduló | 1. forduló | 1. forduló 2. forduló | 2. forduló            | 3. forduló              | negyeddöntők | elődöntők    | 3. helyért Döntő       |                  |
| Férfi páros      | 1. forduló |            | 1. forduló 2. forduló | 1. forduló 2. forduló | 2. forduló              | negyeddöntők | elődöntők    | 3. helyért Döntő       |                  |
| Női páros        | 1. forduló | 1. forduló | 1. forduló 2. forduló | 1. forduló 2. forduló | 2. forduló negyeddöntők | negyeddöntők | elődöntők    | elődöntők              | 3. helyért Döntő |
| Vegyes páros     |            |            |                       |                       | 1. forduló              | 1. forduló   | negyeddöntők | negyeddöntők elődöntők | 3. helyért Döntő |

## Világranglistapontok
Az egyéniben elinduló játékosok az elért eredményüknek megfelelően ranglistapontokat kaptak.
| Egyéni       | ATP-ranglistapontok | WTA-ranglistapontok |
| ------------ | ------------------- | ------------------- |
| Aranyérem    | 750                 | 685                 |
| Ezüstérem    | 450                 | 470                 |
| Bronzérem    | 340                 | 340                 |
| 4. helyezett | 270                 | 260                 |
| Negyeddöntő  | 135                 | 175                 |
| Nyolcaddöntő | 70                  | 95                  |
| 2. forduló   | 35                  | 55                  |
| 1. forduló   | 5                   | 1                   |